# 錫爾伯湖 (埃姆斯蘭縣)
52°49′51″N 7°38′3″E / 52.83083°N 7.63417°E

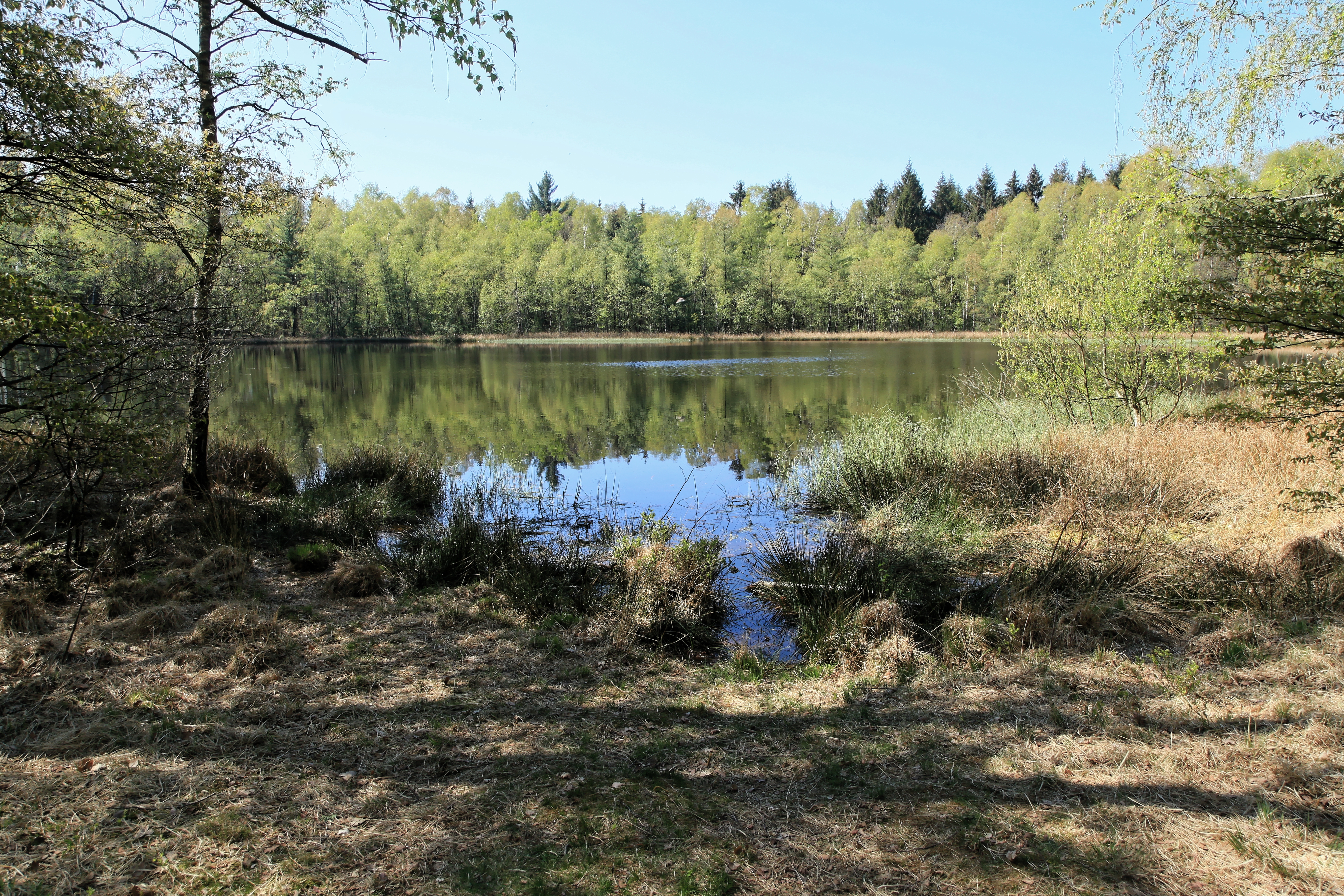

錫爾伯湖（德語：Silbersee），是德國的湖泊，位於該國西北部，由下薩克森州負責管轄，處於埃姆斯蘭縣，長0.1公里、寬0.1公里，面積0.01平方公里，海拔高度35米。